# Varga János (labdarúgó, 1957)
Varga János (1957. június 18. –) labdarúgó, edző.

## Pályafutása

### Labdarúgóként
Az NB II-es tatabányai Komép SC csapatából igazolt a szintén másodosztályú Dorogi AC-hoz, 1978 nyarán. Mindjárt a bajnoki rajton pályára lépett a Veszprémi Bakony Vegyész elleni 1-1-es döntetlennel zárult idegenbeli mérkőzésen, 1978. augusztus 8-án. Egy héttel később mutatkozott be a dorogi közönség előtt hazai bajnokin, amelyet az előző évben még NB I-es Kaposvár ellen vívtak, ahol 1-0-s dorogi győzelem született. Már az első szezonban biztos csapattag volt és a legtöbb mérkőzésen kezdőként jutott szóhoz. A 9. fordulóban került sor a volt csapata elleni meccsre, amelyen nem csak játszott, de első gólját is szerezte a dorogi klub színeiben, október 1-jén. Az első Dorogon töltött bajnoki idényében csapatával remek tavaszi szezont produkált. 13 mérkőzésen át tartó veretlenségi sorozatuk mellett ebben az időszakban mindössze 3 gólt kaptak. A legsikeresebb időszakot az 1981-1982-es évad hozta, ahol sokáig esélyesek voltak a bajnoki címre az MTK legnagyobb ellenlábasaként. Végül az elsőséget nem sikerült megszerezniük, sőt a zárófordulóban a Budafok ellen idegenben elszenvedett 2-1-s vereségük miatt a 22. sz. Volánnal helyet cseréltek a tabellán, így csak a dobogó harmadik fokára állhattak. A befejezést megelőzően a harmadik helyezett közlekedésiek ugyanis a 4. helyen lévő Kecskeméti SC-t verték 5-4-re.
A bajnokság végén bejelentkezett érte az NB I-es Nyíregyháza, így a következő évadtól már az első osztályban folytatta pályafutását. A nyírségieknél az a Dr. Magyar György lett az edzője, akivel korábban Dorogon is dolgoztak együtt. Legelső NB I-es mérkőzése a Honvéd elleni 1-0-s győztes hazai meccse volt. Nyíregyházán összesen 53 alkalommal játszott NB I-es találkozón. 1985-től immár Békéscsabán gyarapította az első osztályú mérkőzéseinek számát. Olyan kiválóságokkal szerepelt egy csapatban, mint Pásztor József, vagy Szekeres József. A Viharsarokban 40 NB I-es bajnokin játszott és egy alkalommal gólt is szerzett. Találatával sikerült pontot szerezniük a Vasas SC elleni meccsen, 1985. október 5-én.1987. nyarán visszatért Dorogra. Egykori egyesülete akkor az NB III-ban szerepelt és a magasabb osztályba való feljutást tűzte ki céljául. Az 1987-1988-as bajnoki évadban sikeresen teljesítették az NB II-be kerülést, miután magabiztos és jó teljesítménnyel a tabella második helyén végeztek. Sokáig a bajnoki címre is esélyesek voltak, ám a menet közben megszűnt NB II-es Ganz-MÁVAG SE helyét az Bp. Építők SC vette át, ezért a népligeti gárda addigi eredményeit törölték, akik a 3. helyen álltak akkor. A Dorog volt az egész mezőnyből az egyetlen csapat, amely oda-vissza legyőzte őket, így a piros-feketéktől 4 pontot vontak le. A folytatásban a Dorog előbb stabil másodosztályú gárdává vált és biztosította helyét a második vonalban, majd évről évre erősödve az NB I-es feljutásra is esélyessé váltak. Az 1991-1992-es évadban mindvégig versenyben voltak a feljutást jelentő első két helyre. Ez a szezon hozta az egyik legemlékezetesebb mérkőzését, ahol a két éllovas, a Csepel SC és a Dorog összecsapására került sor. A 9. fordulóig mindkét csapat veretlen is volt, majd a rangadót éppen Varga góljával a dorogiak nyerték és veretlenül vezették a tabellát. Elsőségüket és veretlenségüket a 13. fordulóig sikerült is megőrizniük, ráadásul mindössze 4 kapott góllal. Tavasszal is egy hosszú veretlenségi sorozat következett, ugyancsak minimális bekapott góllal. A fordulatot a csepeli visszavágó hozta, amelyet elveszítve már nem tudtak többé beleszólni a bajnoki címért folytatott küzdelembe, végül pedig – akárcsak éppen 10. esztendővel korábban -, az utolsó fordulóban szintén egy góllal elszenvedett idegenbeli vereségük miatt leszorultak a 2. helyről is. Ám ezúttal nem csak a bajnoki ezüst helyett csak bronzérem jutott nekik, de elveszítették az osztályozó lehetőségét az NB I-ért.
Az 1992-1993-as évad őszi szezonjának még nekikezdett, de az ősz folyamán bejelentette visszavonulási szándékát. Hivatalos búcsúztatására a Szekszárd elleni hazai bajnokin került sor, 1992. október 18-án. A dorogi klub vezetősége, a játékos társak és a mintegy 3 ezer fős nézősereg köszönetével búcsúztatta a 35. esztendős játékost. A találkozón magabiztos 2-0-s dorogi győzelem született, egyben egy hosszú, tartalmas és sikeresnek mondható pályafutás fejeződött be. Varga János a Nyíregyháza és a Békéscsaba színeiben összesen 93 alkalommal szerepelt NB I-es meccsen és csak egy hajszálon múlott, hogy NB I-es játékosként vonulhasson vissza. Hiszen amennyiben négy hónappal korábban csak egyetlen ponttal szerez többet a dorogi csapat, úgy osztályozó mérkőzésen kivívhatta volna a legmagasabb osztályba kerülést, amelyet a Diósgyőr ellen játszhattak volna. A dorogi klubnál 9 teljes évadot játszott és megkezdte a tizedik évét is. Összesen 285 bajnoki mérkőzésen szerepelt a Dorog színeiben és 18 gólt szerzett. A kupa- és egyéb hivatalos tétmérkőzéseket is beleszámítva, mérkőzéseinek száma meg is haladja a 300-at. Bajnoki szereplései mellett, ahol háromszor végzett dobogós helyen, jelentős kupa-szerepléssel is büszkélkedhet. Elsőként a MNK 1981-1982-es kiírásában a 16-közé jutásért az egy osztállyal magasabban szereplő Haladással szemben csak büntető párbajban maradtak alul a 2-2-s döntetlent hozó mérkőzésen, 1982. február 21-én. 1991-ben egészen a negyeddöntőig meneteltek, ahol szintén veretlenül búcsúztak, pedig az utolsó négy ellenfél valamennyi NB I-es volt, szemben a másodosztályú Doroggal. Ennek ellenére előbb a Tatabányát, azután a Rába ETO-t, majd a Veszprémet oda-visszavágóval búcsúztatták. Végül a Vác ellen a 3-3-s összesítéssel az idegenben szerzett több góllal ellenfelük jutott tovább. 1989-ben a dorogi klub 75. éves évfordulója alkalmával rendezett Nemzetközi Jubileum Kupán a döntőben a Tatabányát 2-0-ra biztosan legyőzve hódították el a trófeát, 1991-ben pedig a Németországban megrendezett rangos Pünkösd Kupán arattak óriási meglepetést végső győzelmükkel. A tornán egy sor Európa-klasszis csapat is szerepelt, köztük a Kaiserslautern és a Feyenoord. Ezen kívül szerepelt a Kuba elleni 1-0-s dorogi győzelmet hozó mérkőzésen 1979-ben, 1991-ben pedig mint magyar C válogatott pályára lépett Olaszország C válogatottja ellen, ahol 2-1-re győztek liga-kupa mérkőzésen.
Technikás, labdabiztos labdarúgó volt, kiváló fejelő- és helyezkedő készséggel, valamint tanítani való tiszta labdaszerzések jellemezték játékát. Nem csak saját posztján hozott egyenletesen jó, nem ritkán kimagasló teljesítményt, de a teljes védelem, olykor az egész csapat karmestere is volt. Egész pályafutása során higgadt, fegyelmezett játékos volt. Hátvéd létére még hosszú pályafutása ellenére is csak egyetlen egyszer állították ki, sárga lapot is elvétve kapott. Közel száz első osztályú mérkőzésén soha nem kellett kiállítani és mindössze kétszer részesült sárgalapos figyelmeztetésben. Egyetlen kiállítására 1980. december 14-én, a meglehetősen paprikás hangulatú Kossuth KFSE elleni találkozón került sor. A katona csapat ifjú, forró fejű játékosainak ámokfutása során kíméletlen belemenésekkel próbálták megakasztani a dorogi támadásokat. A nem egyszer parázs pillanatokat hozó összecsapások egyike utáni kakaskodás végén villant a piroslap számára. Jellemző volt a találkozón dúló indulatokra a temérdek kiosztott sárgalap mellett további két kiállítás is az ellenfél soraiból. A dorogi csapatnál töltött pályafutása során egy sor olyan klasszis csapattársa volt, mint Schnitzer Imre, Laczkó István, Peszeki Jenő, Andrusch József, Arany Mihály, Engelbrecht Zoltán, Sikesdi Gábor, Csepecz János, Szabó József, Füle Antal, Sarlós András, Orosz Ferenc, vagy éppen Sulija Ottó.

### Edzőként
Aktív játékos pályafutását követően is hű maradt a labdarúgáshoz és a dorogi egyesülethez, valamint magához, a városhoz is. Edzői képesítés megszerzése után a különböző korosztályos csapatokat vezeti immár több, mint két évtizede. Jelenleg a dorogi U-17-es korosztály felkészítését és versenyeztetését végzi. A dorogi klubnál számos egykori csapattársával dolgozott, illetve dolgozik együtt a klub szakmai stábjában, mint Honti József, Holdampf Sándor, Harmath József, Belányi István, vagy Csapó Károly. Jelenleg is Dorogon él.

### Egyéb tevékenységei
Aktív játékos pályafutásának utolsó éveiben néhány dorogi csapattársával összefogva közösen vállalkozóként vendéglátó ipari egységeket működtettek Dorogon. Egyik legismertebb a közkedvelt Oázis vendéglő, amely a sporttelep területén, az egykori uszoda öltözőinek is helyet adó épületben volt kialakítva.

## Sikerei
Valamennyi sikerét a Dorog játékosként érte el.
- Bajnoki ezüstérmes – NB III, 1987-88
- Kétszeres bajnoki bronzérmes – NB II, 1981-82 és 1991-92
- Nemzetközi Jubileum Kupa-győztes – 1989
- Nemzetközi Pünkösd Kupa-győztes – 1991
- Kétszeres Fair-play díjas – Csapatdíj, 1990-91 és 1991-92

## A legnagyobb fejesgól szerzője
A dorogi klub történetének legnagyobb fejesgólja a nevéhez fűződik, legalábbis azokat figyelembe véve, amely bizonyíthatóan dokumentálva is van. A gól éppen korábbi csapata, a Komép SC elleni NB II-es bajnokin esett hazai pályán, mégpedig az északi (uszoda felőli) kapuba. A mérkőzés hajrájában a bal oldali szögletzászló és a bal oldali 16-os vonal közötti területről egy keményen megrúgott beadást úgy fejelt meg a 16-os vonaláról, hogy mindkét lábbal a vonalon állt és csak a felső testét vitte bele a fejesbe, amely lövés erejű bombaként vágódott a felső léc alá. Ezzel nem csak egy ritka emlékezetes hatalmas gól született, de egyben pontot is mentett csapatának. ugyanis a gól 1-0-s vendég vezetésnél esett.

## Érdekességek
- A dorogi klub történetében volt korábban egy ugyanilyen nevű játékos, mégpedig a legendás Varga János, akivel csak névrokonok voltak. Ugyanakkor szoros és kiváló kapcsolat fűzte őket egymáshoz. Játékos korában vezető edzőjeként, a későbbiekben pedig a szakmai stáb tagjaként dolgoztak hosszú időn keresztül együtt.
- Az 1980-as évek elején egy csapatban játszott Varga Sándorral.
- Az 1987-es visszatérésekor több olyan játékos lett újfent csapattársa, akikkel az 5 évvel korábbi távozása idején is együtt játszottak Dorogon. Ilyen játékosok voltak Borsos Zsolt, Harmath József, Marosvölgyi József, Németh Zoltán és Kottesz Béla, néhány évvel később pedig Sikesdi Gábor, aki közel egy évtizedes távollétét követően tért vissza a Honvédtól.[12]
- Pályafutása során Dorogon előfordult olyan eset is, hogy az egyik csapattársát követően annak fiával is együtt játszott. Előbb Arany Mihállyal játszott 1980 és 1982 között, majd egy évtizeddel később annak fiával, Arany Lászlóval is.